# Quetzal antisien
Pharomachrus antisianus
Espèce
Statut de conservation UICN

 LC  : Préoccupation mineure
Le Quetzal antisien (Pharomachrus antisianus) est une espèce d'oiseau de la famille des trogonidae.

## Habitat et répartition

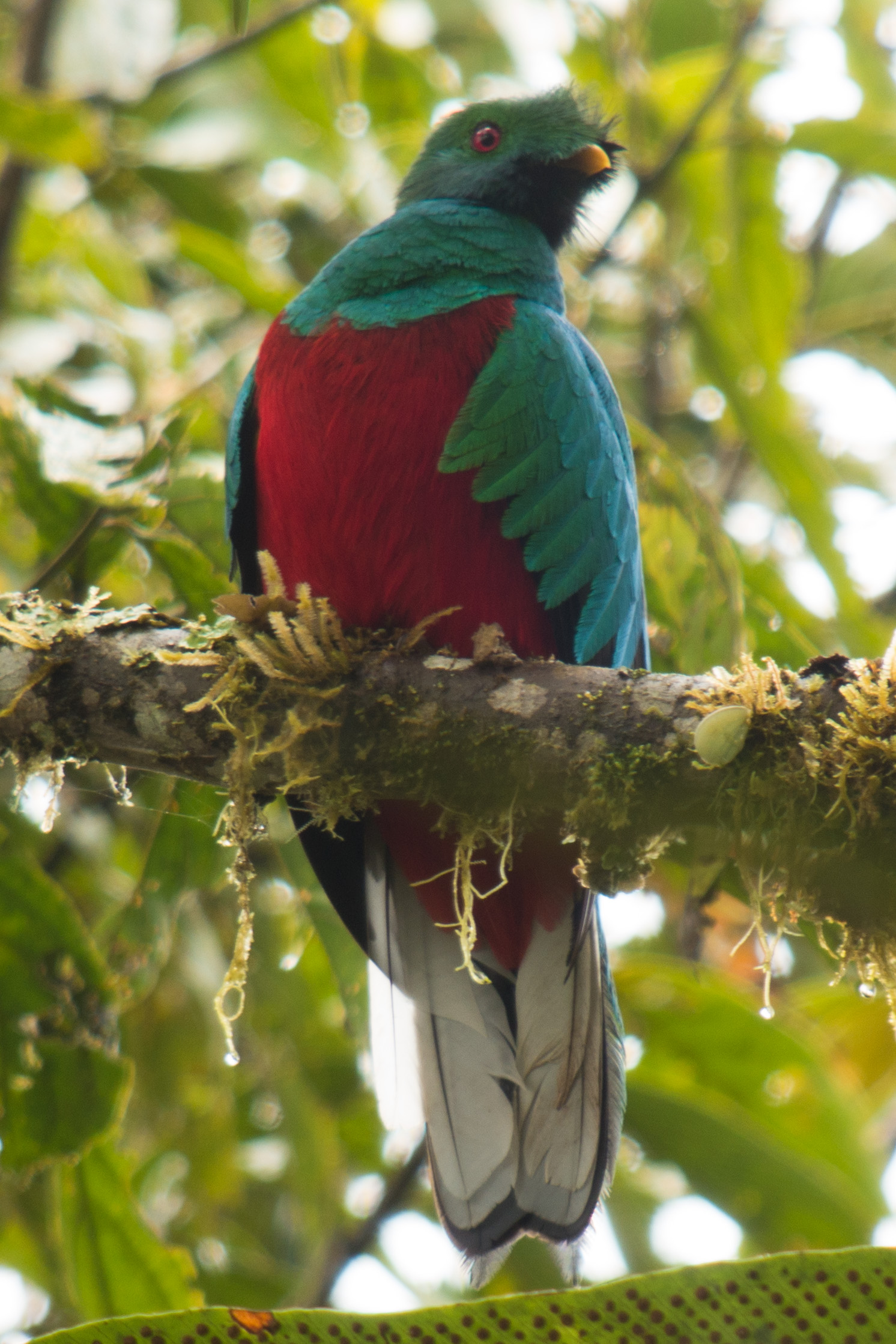

Il vit dans la moitié nord des Andes : forêts tropicales et subtropicales humides de l'étage montagnard.

## Mensurations
Il mesure 33 - 34 cm.

## Alimentation
Il se nourrit surtout de fruits (notamment Persea, Ocotea) et d'insectes.